# 宮崎均
宮﨑 均（みやさき ひとし、195４年10月 - ）は、日本の建築家。公立大学法人前橋工科大学工学部建築学科で、後進の指導にあたっている。埼玉県浦和市（現さいたま市）出身。

## 人物
1954年 さいたま市生まれ。日本大学大学院理工学研究科博士程修了　1981年に工学博士　一級建築士1982年 現在の公立大学法人 前橋工科大学（当時、前橋市立工業短期大学）講師として着任、その後・准教授、1993年より教授、図書館長　工学部長、大学院研究科長、2015~2020年副学長を経て名誉教授となる。退官後、一般財団法人 前橋工科大学研究教育振興財団 理事長に就任。その間、文部省在外研究員、NewYork Pratt Institute大学、日本大学理工学部、高崎経済大学の非常勤講師を歴任。その間の研究領域としては「建築からのまちづくり」として、街路，景観の視点から建築の設計をし、まちづくりとの融合性を研究してきた。具体的には、世界道産の富岡市、温泉街の伊香保のまちづくり、離島における環境計画、各地の中心市街地の再生という研究を行ってきた。又２０００年より群馬TVニュースコメンテーターも務めた、1984年より、地域環境総合計画研究所、略（宮﨑均＋REP研究所）を主宰し研究成果を社会に還元することをしている。

## 受賞歴
- 2000年　太田市立休泊小学校・大規模改修工事設計 / 文教施設協会賞
- 2001年　太田市立休泊小学校・大規模改修工事設計 / 建築・設備維持保全協会 BELCA賞
- 2002年　H邸 / さいたま市都市景観賞
- 2002年　日本建築学会関東支部 美しいまちづくりコンペ 市長賞
- 2003年　LAPUTA II / さいたま市都市景観賞
- 2005年　NEO FLAT / さいたま市都市景観賞
- 2005年　静岡M邸 / 日本アルミニウム協会 奨励賞
- 2006年　T邸 / あたたかな住空間デザイン・キッチンの部 優秀賞
- 2007年　Poram Building / さいたま市景観賞
- 2008年　Poram Building / グッドデザイン賞
- 2009年　城北学園大町山荘 / 第9回長野県建築文化賞　一般部門　長野県知事賞
- 2009年　城北学園大町山荘 / グッドデザイン賞
- 2010年　4×石洞⊂自然（那須NS邸） / 第31回INAXデザインコンテスト入賞
- 2011年　4×石洞⊂自然（那須NS邸） / 第14回木材活用コンクール第２部門賞(一般住宅）
- 2011年　4×石洞⊂自然（那須NS邸） / グッドデザイン賞
- 2012年　軽井沢Ｍ邸 / グッドデザイン賞
- 2013年　指定障害者支援施設「あぶくま更生園」ﾌﾟﾛﾎﾟｰｻﾞﾙ 優秀賞
- 2013年　軽井沢Ｍ邸 / 平成25年度日事連建築賞　奨励賞
- 2014年　Poram Building / 第2回埼玉建築文化賞　最優秀賞
- 2014年　FLAT CUBE / 第2回埼玉建築文化賞　優秀賞
- 2014年　STUDIO CASHA / 第2回埼玉建築文化賞　優秀賞
- 2014年　戸田N邸 / 第2回埼玉建築文化賞　奨励賞
- 2014年　LAPUTA 2 / 第2回埼玉建築文化賞　奨励賞
- 2014年　T-BRICK / 第2回埼玉建築文化賞　奨励賞
- 2015年　4×石洞⊂自然 / 第3回埼玉建築文化賞　最優秀賞
- 2015年　FLAT SKT / 第3回埼玉建築文化賞　奨励賞
- 2016年　FLAT-TI / 第4回埼玉建築文化賞　優秀賞
- 2016年　軽井沢Y邸 / 第4回埼玉建築文化賞　優秀賞
- 2019年　Hills East高砂 / グッドデザイン賞
- 2019年　Stack Box/ 第7回埼玉建築文化賞　最優秀賞
- 2019年　Graftage/ 第7回埼玉建築文化賞　最優秀賞
- 2020年　KOMON Bldg. / グッドデザイン賞
- 2020年　軽井沢M邸 / 第8回埼玉建築文化賞　最優秀賞
- 2020年　Hills East高砂 / 第8回埼玉建築文化賞　最優秀賞
- 2021年　KOMON / 第9回埼玉建築文化賞　最優秀賞
- 2021年　ANNIR / 第9回埼玉建築文化賞　優秀賞

他